# Heusenstamm (Adelsgeschlecht)

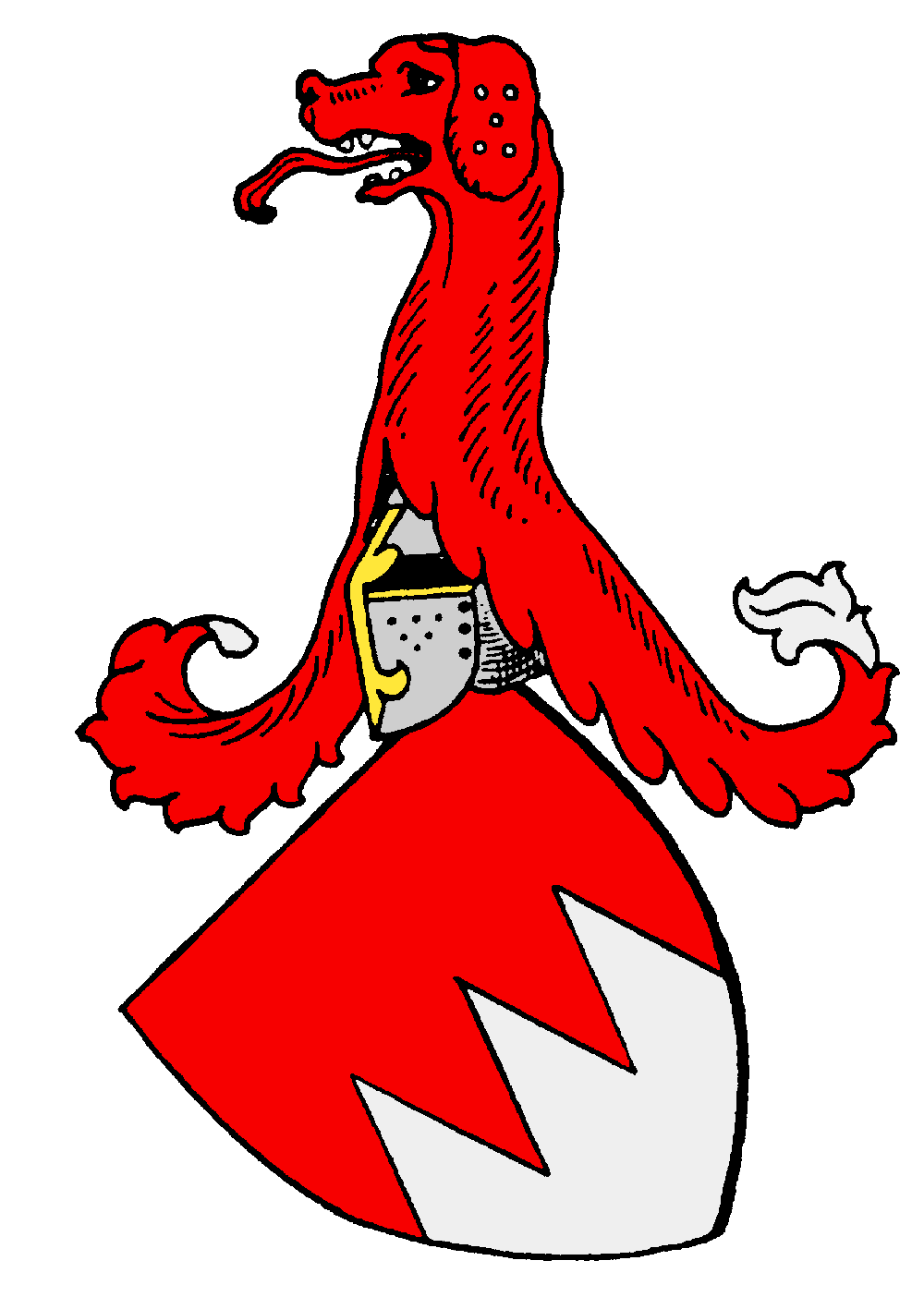
Stammwappen derer von Heusenstamm

Heusenstamm (auch Herren von Heusenstamm) ist der Name eines deutschen Adelsgeschlecht mit Stammsitz in Heusenstamm, heute Kreis Offenbach in Hessen, die  von 1548 bis 1803 die Erbmarschälle des Kurfürstentums Mainz stellten.
Eine im 16. Jahrhundert nach Österreich ausgewanderte, später reichsgräfliche Linie nannte sich auch H(eussenstamm zu) Heissenstein (bzw. Heißenstein, Heißenstain, Häussenstein oder Heysenstain).

## Geschichte
Die Heusenstamm sowie die Hagen-Münzenberg, die Dornberg und die Erbach gehen vermutlich auf eine einzige Ur-Familie zurück. Als ein Ahnherr dieser Stämme kann der Meier des späteren Kaisers Otto I., Wetti, der in einer Urkunde vom 14. Februar 947 benannt wird, betrachtet werden. Darin schenkt Otto I. „nostro villico“ (= unserem Verwalter) Wetti eine königliche Hufe als Eigengut zu Seckbach.

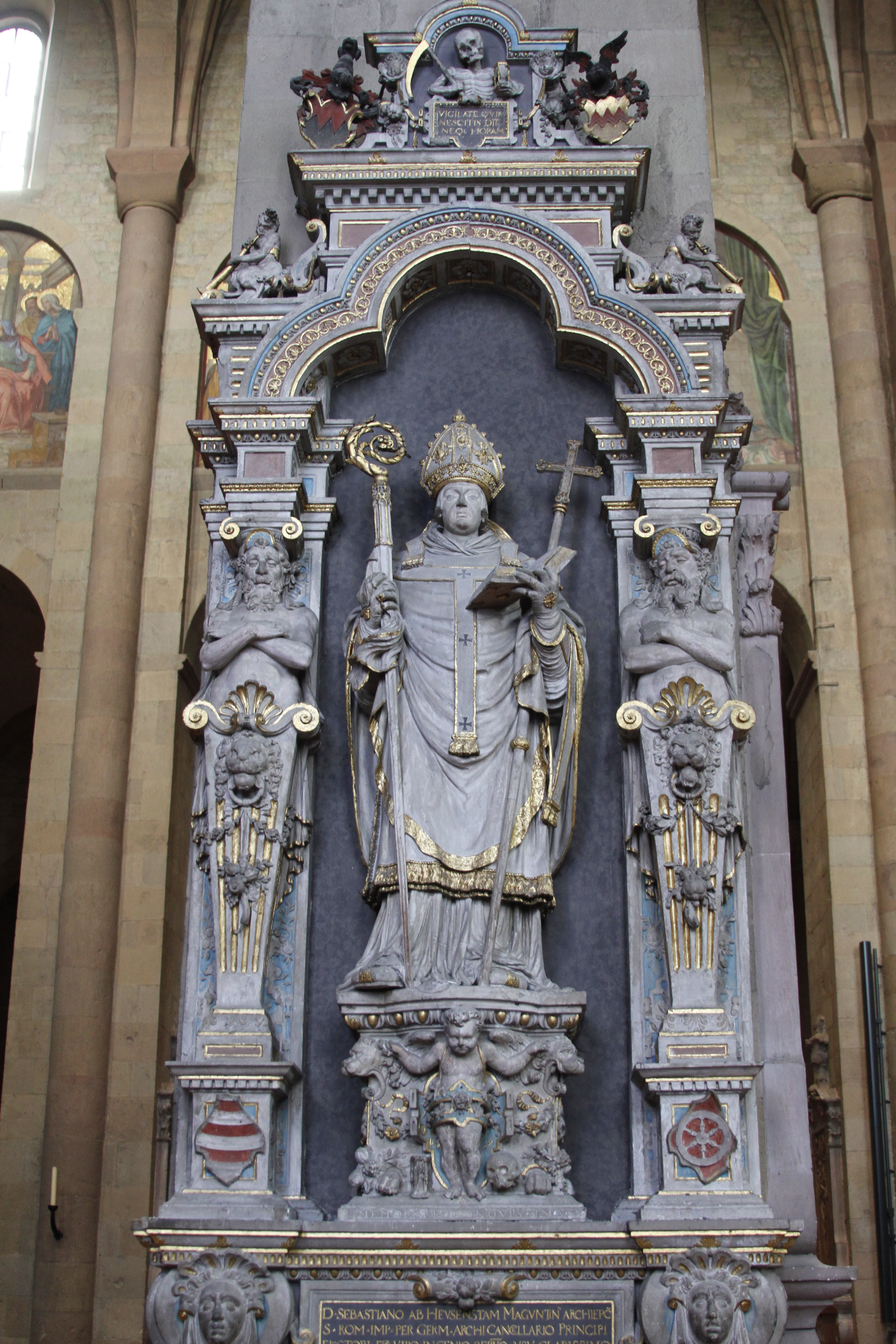
Erzbischof Sebastian von Heusenstamm, Grabdenkmal (1559) im Mainzer Dom

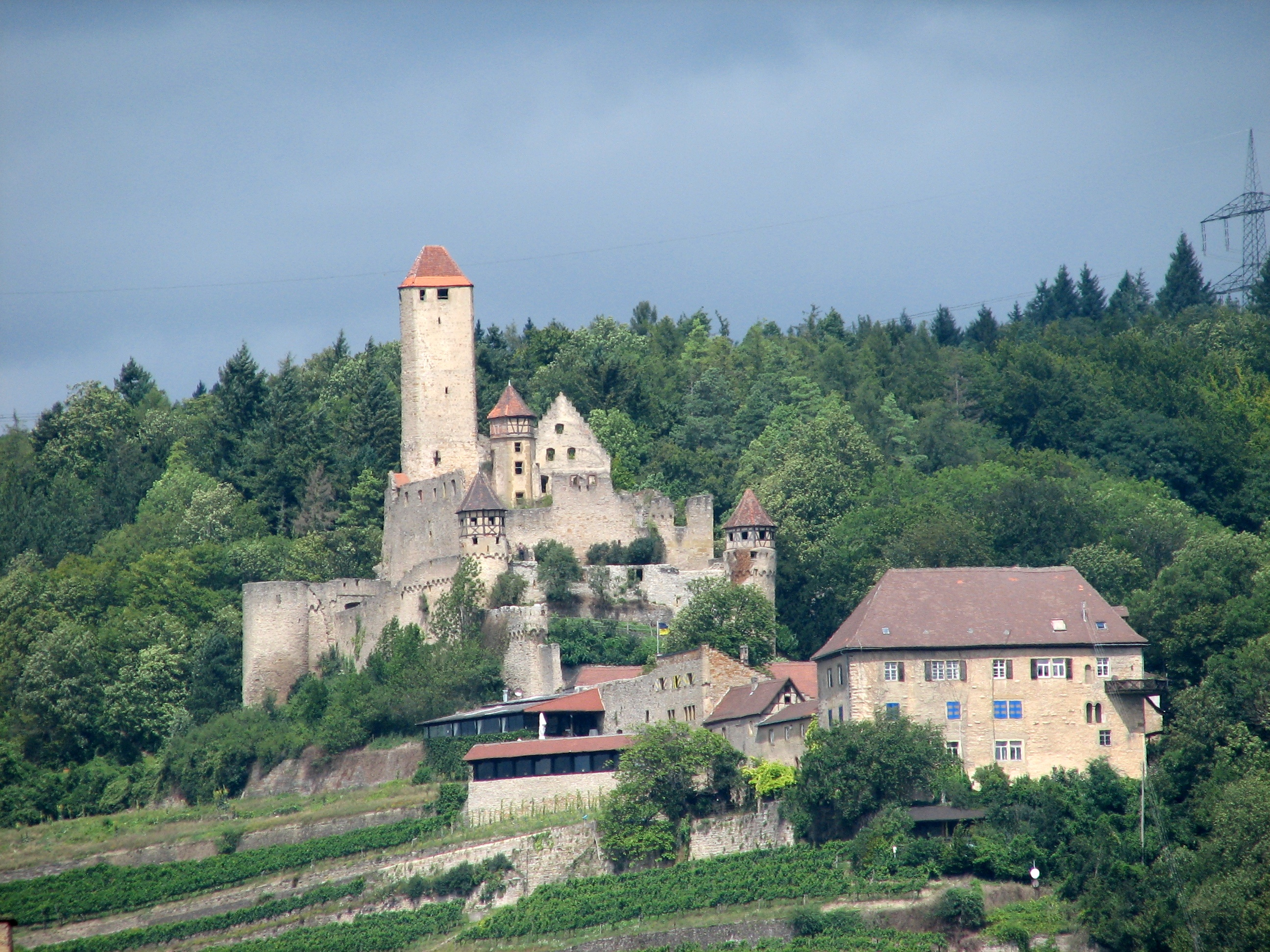
Von 1594 bis 1612 war die Burg Hornberg im Besitz derer von Heusenstamm, zuletzt Hans Heinrich von Heusenstamm

1211 übertrug Gottfried I. von Hagenhausen-Eppstein sein Lehen über Dorf und Burg Heusenstamm als sogenanntes Afterlehen an Eberhard Waro (von Hagen). Seine Nachfolger wurden die Brüder Johann, Conrad, Siegfried und Eberhard. Der Wehrturm der alten Burg Heusenstamm ist noch immer an der Bieber hinter dem Heusenstammer Schloss erhalten. Die Herren von Heusenstamm waren wahrscheinlich mit den Herren von Rumpenheim verwandt. Ihre gemeinsamen Vorfahren hatten reichen Besitz im alten Maingau, weshalb ebenfalls von einer Verwandtschaft zu den Eppsteinern ausgegangen werden kann.
Der Herrschaftsbesitz der Herren von Heusenstamm reichte über ihren Stammsitz hinaus. Aus zahlreichen Urkunden der folgenden Jahrzehnte und Jahrhunderte ergibt sich, dass sie Besitz und teilweise Lehen in folgenden Orten besaßen: Gräfenhausen, Wachenbuchen, Groß-Zimmern, Frankfurt, Nauheim und Rüsselsheim. Allerdings traten im Laufe der Zeit zahlreiche Änderungen in diesen Besitzverhältnissen ein.
Ende des 13. Jahrhunderts erhielten sie gemeinsam mit den Herren von Rumpenheim das Dorf Rumpenheim als Afterlehen von den Herren von Hanau, welche Rumpenheim vom Mainzer Bischof als Lehen hatten. Gottfried von Heusenstamm gab das Lehen in Rumpenheim 1425 wieder zurück an die Hanauer.
Den Höhepunkt ihrer Macht erlangte die Familie von Heusenstamm 1545, als Sebastian von Heusenstamm zum Erzbischof und Kurfürsten von Mainz gewählt wurde (bis zu seinem Tod 1555). Sein Neffe Eberhard wurde jedoch protestantisch und führte 1556 die Reformation in Heusenstamm ein. Während der Gegenreformation führten die mittlerweile am katholischen Kaiserhof in Wien tätigen Herren von Heusenstamm das katholische Bekenntnis wieder ein.
Im Wald der ehemaligen Dreieich erbauten die Herren von Heusenstamm 1586 einen Gutshof mit dem Namen Creyen-Bruch (Grauer Bruch, früher wurde dort Trachytstein gebrochen). Der Name wandelte sich schon bald zu Gravenbruch. 1616 gelangte die Herrschaft Heusenstamm nach mehreren Todesfällen vollständig an die nach Wien gezogene Seitenlinie. Die Österreicher hatten wenig Interesse an ihrem Stammsitz und verpachteten ihn an die Frankfurter Patrizierfamilie Steffan von Cronstetten. 1658 verkaufte Hans Christoph Ferdinand Schloss und Dorf Gräfenhausen um 22.000 fl. an den Landgrafen Georg von Hessen. 1661 ging der Besitz an die Familie von Schönborn, die ihn Mitte der 1970er Jahre verlor. Das heutige Schloss Heusenstamm ist weitgehend ein Neubau der Schönborn an der Stelle der einstigen Stammburg der Familie Heussenstamm.

### Heusenstamm in Österreich
Der erste Auswanderer der Familie war der protestantische Hannß von Heissenstain (* 1530), zuerst Kämmerer unter Maximilian II., später Reichshofrat unter Rudolf II. Seine Frau Anna Maria geb. Welzer von Eberstein (1545–1633/35) aus Wiener Neustadt erbte von ihrer Mutter Anna von Petschach die Herrschaft Starhemberg-Hernstein. 1561 besaß Hanns die Feste als Pfandschilling von Ferdinand I. Dennoch verpfändete der Kaiser Starhemberg-Hernstein an Francisco Lasso de Castilla und später an die Bürder von Taxis. Heussenstein musste die Herrschaft 1577 für 24.500 Gulden zurückkaufen.

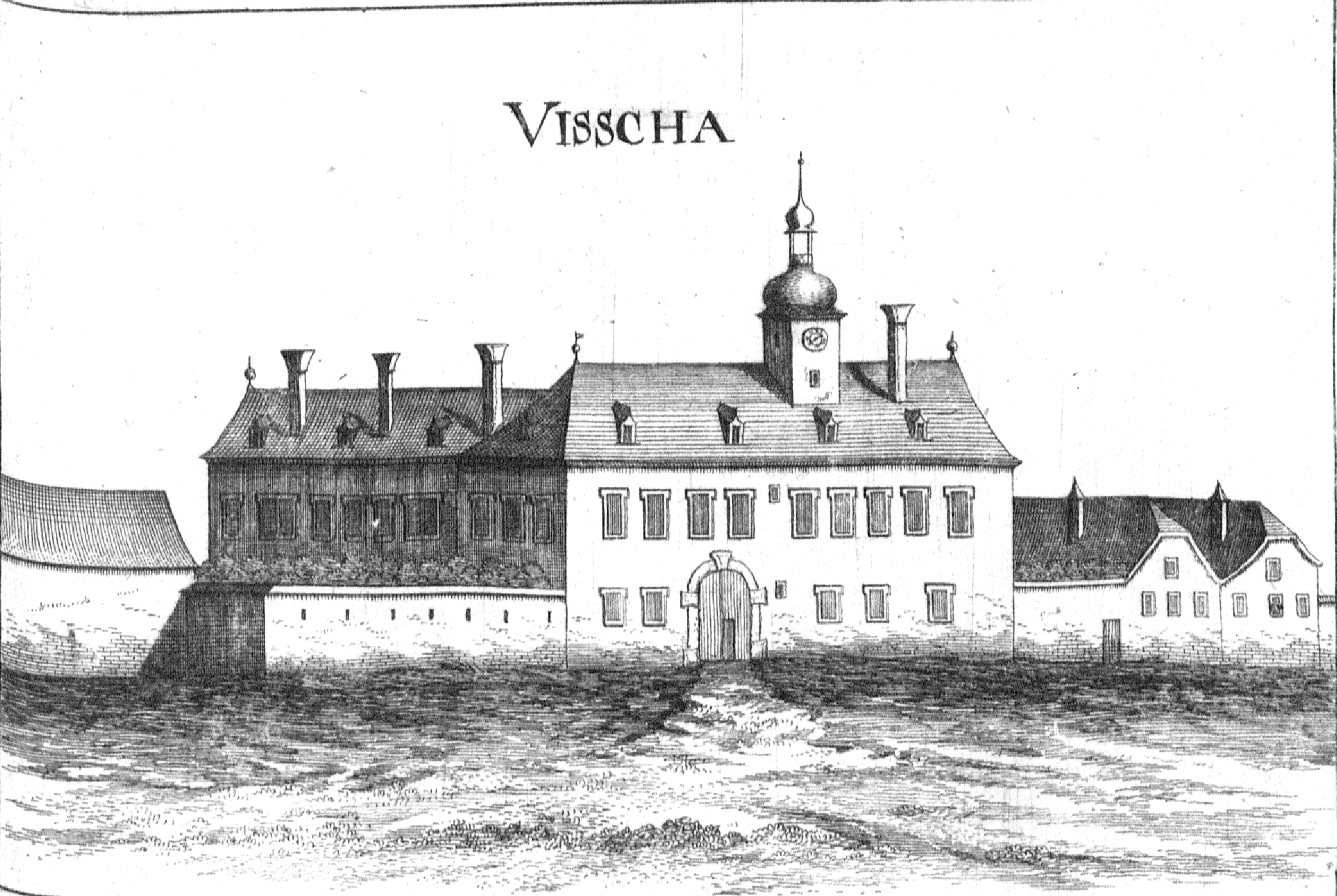
Schloss Fischau, Kupferstich von Georg Matthäus Vischer, 1672

1561 erhielten sie von Kaiser Ferdinand I. ein Pfandrecht auf Schloss Fischau, das er 1577 ebenfalls erwarb. Diese Besitzungen bleiben bis 1817 in der Familie. Der Hauptwohnsitz im 16. Jahrhundert war das Heussensteinsche Haus in der Wollzeile in Wien.
Ihre Nachfahren bekleideten ebenfalls hohe Ämter wie Johann Georg v. Heussenstamm, Kämmerer bei Ferdinand II. und III. und ab 1653 „wirklicher kaierl. Hofkammer-Rath“. Es gibt unterschiedliche Schreibweisen des Namens. Neben Heussenstamm / Heußenstamm waren auch Heißenstamm, Heißenstein / Häussenstein oder Heysenstain / Heißenstain gebräuchlich. Ende des 17. Jahrhunderts war die Familiengruft in der Augustiner Hofkirche zu Wien. Dort ist u. a. Otto Felician (1630–1693) begraben, dessen voller Name „des H.R. Reichs-Graf von Haissenstain, Freyherr auf Stahrenberg, Heusenstamm, Gräfenhausen, Herr der Herrschaften Stahrenberg, Vischau, Oberwaltersdorf und Carlstein“ auf die einstweilen erworbenen Besitzungen der Familie verweist. Karlstein war 1672 durch die zweite Frau von Otto Felician, Helena Isabella, geb. Freiin von Garben in die Familie gekommen und wurde 1722 wieder verkauft. Seit 1637 hatte die Familie das vom Kaiser Ferdinand III. verliehene Recht, „sich nach etwa noch zu erwerbenden Schlössern und Herrschaften nennen zu dürfen.“

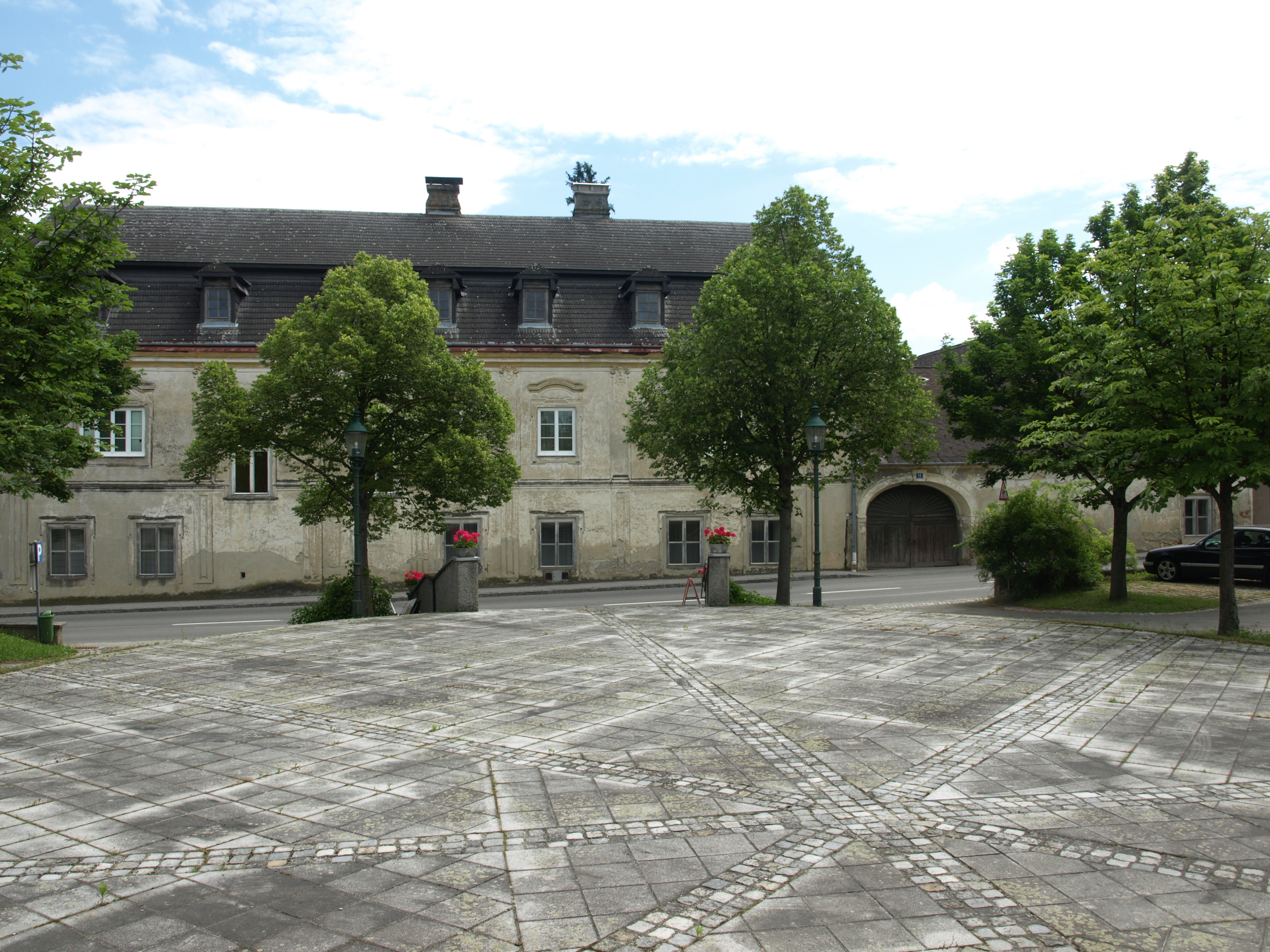
Schloss Matzleinsdorf

Ende des 19. und im 20. Jahrhundert war Schloss Matzleinsdorf bei Melk das Zentrum des noch bestehenden Zweigs der österreichischen Heusenstamm.  Es gibt zahlreiche Berichte über Adelsfeste auf Schloss Matzleinsdorf, insbesondere in der Zwischenkriegszeit. 1933 konnte die Familie auf einen tausendjährigen Bestand zurückblicken. Mit dem Tod von Alexander Reichsgraf von Heussenstamm-Gräbe zu Heissenstein und Gräfenhausen, Freiherr von Starhemberg (1897–1945) in einem Kriegsgefangenenlazarett in Tiflis erlosch die männliche Linie. 2019 wurde Schloss Matzleinsdorf nach dem Tod der letzten Bewohnerin aus der Familie Heussenstamm 2017 von deren Schwestern verkauft.

## Wappen
Blasonierung: Das Wappen zeigt in Rot drei aufsteigende silberne Spitzen; auf dem Helm mit rot-silbernen Decken ein roter Brackenrumpf, dessen Behänge mit fünf silbernen Punkte bezeichnet sind.

Das Wappen derer von Heusenstamm in der fränkischen Wappenrolle
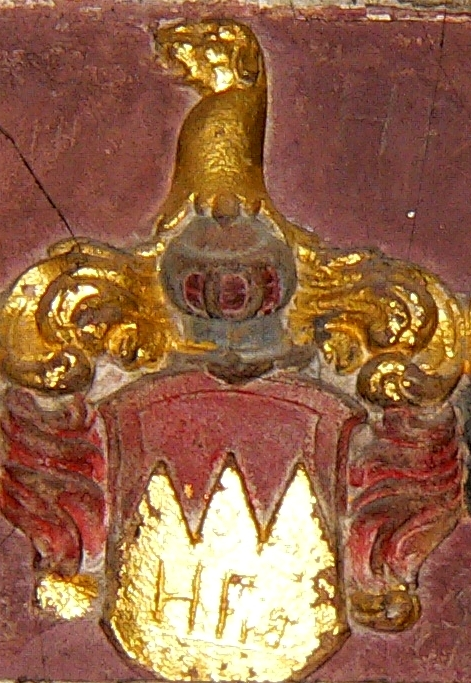
Das derer von Heusenstamm im Familienstammbaum der Eva Dorothea Schutzbar genannt Milchling (Epitaph in der Evangelischen Kirche in Treis an der Lumda)

## Persönlichkeiten
- Sebastian von Heusenstamm (1508–1555), Erzbischof und Kurfürst von Mainz
- Wolfgang von Heusenstamm († 1594), Domkapitular in Mainz